# Marmara oregonensis
Marmara oregonensis är en fjärilsart som beskrevs av Fitzgerald 1975. Marmara oregonensis ingår i släktet Marmara och familjen styltmalar. Inga underarter finns listade i Catalogue of Life.